# Prototrygaeus contrarius
Prototrygaeus contrarius là một loài nhện biển trong họ Ammotheidae. Loài này thuộc chi Prototrygaeus. Prototrygaeus contrarius được miêu tả khoa học năm 1992 bởi Child.